# Ermet Perry
Ermet V. „E.V.“ Perry (* 1911 oder 1912 in Gainesville (Florida); † 20. März 2000) war ein US-amerikanischer Jazzmusiker (Trompete) der Swingära.

## Leben und Wirken
Perrys Mutter starb, als er noch ein kleines Kind war, und er und seine Brüder wurden im Jenkins Orphans Home großgezogen, wo er in das Trompetenspiel eingeführt wurde. Er studierte Musik am Bethune-Cookeman College und trat dann ab Mitte der 1930er-Jahre in populären Bands auf; erste Aufnahmen entstanden 1937 in New York mit Ace Harris and His Sunset Royal Orchestra.
Als „E.V.“ Perry spielte er in den folgenden Jahren u. a. bei Duke Ellington, Louis Armstrong, Cab Calloway, Cootie Williams, Dizzy Gillespie, Earl Hines, Louis Jordan, Teddy Hill, Claude Hopkins, Benny Goodman und Nat King Cole. Er begleitete Sängerinnen wie Billie Holiday, Dinah Washington, Ella Fitzgerald, Sarah Vaughan, ferner Lou Rawls. Er trat außerdem in einer Reihe von Broadway-Orchestern auf, darunter in Musicals wie Eubie und Golden Boy, und trat auch im Fernsehen auf und spielte bei allen Motown-Specials. Im Bereich des Jazz war er laut Tom Lord zwischen 1937 und 1987 an 60 Aufnahmesessions beteiligt, zuletzt mit der Illinois Jacquet Big Band.